# بن يونس ماجن
بن يونس ماجن (1946) شاعر مغربي يقيم في لندن، له مؤلفات باللغات العربية والفرنسية والانكليزية. حاز جائزة ناجي نعمان الأدبية لعام 2006، عن المجموعة الشعرية «حتى يهدأ الغبار»، وجائزة الإنترنت الأدبية عن قصيدة «سجن أبو غريب» باللغة الإنجليزية.

## سيرة
ولد بن يونس في حي أنكادي عمالة وجدة في العام 1946. أكمل دراسته الابتدائية والثانوية في مسقط رأسه بوجدة، ثم اكمل دراسته الجامعية بلندن، فحاز شهادة الماجستير في الترجمة من جامعة وستمنستر- لندن.
بدأ بن يونس نشر إبداعه في أواخر ستيتنيات القرن العشرين، ونشرت له العديد من القصائد في العديد من الصحف والمجلات العربية، وله نصوص منشورة في عدد من المواقع الأدبية المتخصصة على شبكات الإنترنت العربيية والاجنبية. يعمل موظفا بالإدارة العامة في المكتبة الوطنية البريطانية  (The British Library) 

## مؤلفاته
لبن يونس عدة مؤلفات في اللغات العربية والفرنسية والإنكليزية، منها: 

### في العربية
- أناشيد للضباب - لندن 1988 [12]
- مسامات - دارالحداثة، بيروت 1993
- لماذا لا يموت البحر؟ - ط.1، القاهرة 2002م ط. 2، وزارة الثقافة المغربية، الرباط 2004 [13]
- انهم الآن يكنسون الرذاذ: دار الأوائل، دمشق 2005 [14]
- حتى يهدأ الغبار: دار أزمنة، عمَّان 2006 [15]
- مناورات في كواليس الصمت: دار نينوى، دمشق 2007
- أسد بابل يختبئ وراء تمثال السياب: دار نعمان للثقافة، بيروت 2007
- فرامل لعجلات طائشة في الهواء: دار الزمن، دمشق، 2008
- عندما يكف المطر عن الهطول: دار أكتب، القاهرة، 2009
- ديوان الحريك: دار أكتب، القاهرة، 2010
- مثل نرد يندب حظه: دار نينوى، دمشق 2010
- ليس معًا ولكن على حدة: دار الأدهم، القاهرة 2012 [16] [17]
- أدريسية مرثيات: إصدار شخصي 2012 [18]
- شذرات ثلاثية الأبعاد: منشورات ألوان عربية، السويد 2017 [19]
- مجاذيف بلا أجنحة - 2019 [20]
- مسألة وقت ليس إلا: مؤسسة شمس للنشر والإعلام، القاهرة 2020

### في الفرنسية
- Un Cahier d'Un Immigré Paris 1994 [21]
- Brisures d'Ombres 1998 [22]
- Voleurs de Terres Londres، 2003  [23]

### في الإنكليزية
- Throwing Shoes and Stones at Bulldozers , Proprint, London 2011 [24][25]